# بالميتو (جورجيا)
بالميتو (بالإنجليزية: Palmetto, Georgia)‏ هي مدينة تقع في مقاطعة فولتن, مقاطعة كوويتا، جورجيا بولاية جورجيا في الولايات المتحدة. تبلغ مساحة هذه المدينة 30 (كم²)، وترتفع عن سطح البحر 311 م، بلغ عدد سكانها 4488 نسمة في عام 2010 حسب إحصاء مكتب تعداد الولايات المتحدة.

## وصلات خارجية
- Palmetto, GA
- Cities & Counties - Georgia.gov